# Heraeus
Heraeus (niem. Heraeus Holding GmbH) – niemiecki koncern metalowy zajmujący się technologią metali szlachetnych,  z siedzibą w Hanau, Niemcy.
Heraeus jest globalną, prywatną firmą działającą w segmencie metali szlachetnych, materiałów dentystycznych, czujników, szkła kwarcowego, źródeł światła i zastosowań specjalnych. Przychody ze sprzedaży wynosiły 12,08 miliardów € w 2006. Firma zatrudnia ponad 11.000 pracowników na całym świecie w ponad 100 spółkach zależnych oraz spółkach powiązanych.